# 肯氏圓綿蟹
肯氏圓綿蟹（学名：Sphaerodromia kendalli）为綿蟹科圓綿蟹屬下的一个种。